# Блюм, Карл Людвиг
Карл Людвиг Блюм (в ряде источников Блум; нем. Karl Ludwig Blum; 1796—1869) — российский учёный немецкого происхождения; ординарный профессор географии и статистики в Императорском Дерптском университете, историк; по образованию юрист и также пробовал свои силы на литературном поприще в качестве поэта.

## Биография
Карл Людвиг Блюм родился 25 июля 1796 года в Ханау. В ходе Наполеоновских войн Блюм принимал участие в войне против Франции в отряде Гессенских стрелков.
С 1814 года он изучал в Берлинском университете юриспруденцию и историю. После продолжительных путешествий, с 1818 года находился два года в Гейдельбергском университете, затем опять вернулся в Берлин, чтобы полностью посвятить себя истории; и там же получил степень доктора философии. В 1828 году появились его «Введение в древнюю историю Рима» и в 1836 году «Геродот и Ктесий» — два своеобразных и ценных произведения в духе древнейшей римской и греческой историографии.
В 1826 году Карл Людвиг Блюм занял место ординарного профессора истории, географии и статистики в Дерптском университете; читал лекции по общей статистике, специальные курсы статистики по Гасселю и по Шуберту, а также лекции по общей географии и демографическим исследованиям на основе работ Христиана Готлиба Даниэля Штейна и Карла фон Раумера. В своих лекциях он мало затрагивал географии (рассматривались в основном влияние климата на сельское хозяйство и в меньшей степени этнографические материалы). Блюм был единственным, кто в 1830-е годы в Российской империи читал лекции по географии, носившие в то время преимущественно статистико-топографический характер. Доля географии несколько увеличилась в 1840-х годах.
В 1851 году, по выслуге 25 лет, в чине статского советника вышел в отставку и поселился в Гейдельберге. Здесь, помимо сборника своих стихов, он опубликовал в 1853 году эпохальное произведение «Ein Russischer Staatsmann. Des Grafen Jacob Joh. Sievers Denkwürdigkeiten zur Geschichte Russlands» («Воспоминания графа Якоба Иоганна Сиверса по истории России»), а в 1867 году — «Franz Lefort, Peters des Großen berühmter Günstling» («Франц Лефорт,  фаворит Петра Великого»). 
С 1833 по 1836 год, вместе с другими учёными, Блюм издавал: «Dorpater Jahrbücher für Litteratur, Statistik und Kunst, besonders Russlands» («Дерптский ежегодник по литературе, статистике и искусству, особенно России»). Издание такого ежегодника было одной из первых, если не первой попыткой создать в России издание, в котором были бы собраны данные по всей империи. Хотя ежегодник издавался недолго, он тем не менее оказал влияние на дальнейший сбор статистических данных для еженедельной газеты «Das Inland» (выходила с 1836 по 1863 г.), где Блюмом был опубликован ряд статей в 1836, 1838 и 1848 годах.
Погиб в Гейдельберге 28 июня 1869 года, в результате несчастного случая.